# Ширяево (Костромская область)
Ширя́ево — село в Островском районе Костромской области. Входит в состав Адищевского сельского поселения.

## География
Село расположено в южной части области, на расстоянии примерно 16 км (по прямой) к юго-востоку от районного центра посёлка Островское.

### Часовой пояс
Село Ширяево как и вся Костромская область, находится в часовой зоне МСК (московское время). Смещение применяемого времени относительно UTC составляет +3:00.

## Население
| 2008 | 2010 | 2014 |
| ---- | ---- | ---- |
| 2    | ↗5   | ↘2   |